# 新德罗日诺
新德罗日诺（羅馬化：Novodrozhzhino）是俄罗斯莫斯科州的市级镇，属州辖市维德诺耶市（列宁城市区），地处莫斯科州中南部，在区行政中心维德诺耶西偏南、州府莫斯科南侧。镇南侧是市级镇德罗日诺，北侧不远处有市级镇布托沃，以西则为莫斯科直辖市管辖范围。
2019年设市级镇，此前为镇，属于农村聚居地。该地2021年人口有2,674人；2002年人口2,737人。